# Marianne Bernadotte
Marianne Bernadotte (nata Gullan Marianne Lindberg, in precedenza coniugata Tchang; Helsingborg, 15 luglio 1924 – Stoccolma, 16 maggio 2025) è stata una filantropa e attrice svedese principessa Bernadotte in seguito al matrimonio con Sigvard Bernadotte.
Si impegnò particolarmente nel miglioramento dei disturbi visivi dei bambini e nella ricerca sulla dislessia.

## Biografia

### Studi e carriera
La principessa Marianne nacque a Helsingborg il 15 luglio 1924, figlia di Helge Lindberg (1898-1978) e di Thyra Dahlmann (1900-1995). Dopo il divorzio dei suoi genitori, avvenuto nel 1934, venne cresciuta da sua madre assieme al fratello minore, Rune. All'inizio degli anni '40 seguì una formazione da infermiera dentale e dal 1945 fino al 1948 studiò recitazione alla Dramatens elevskola.

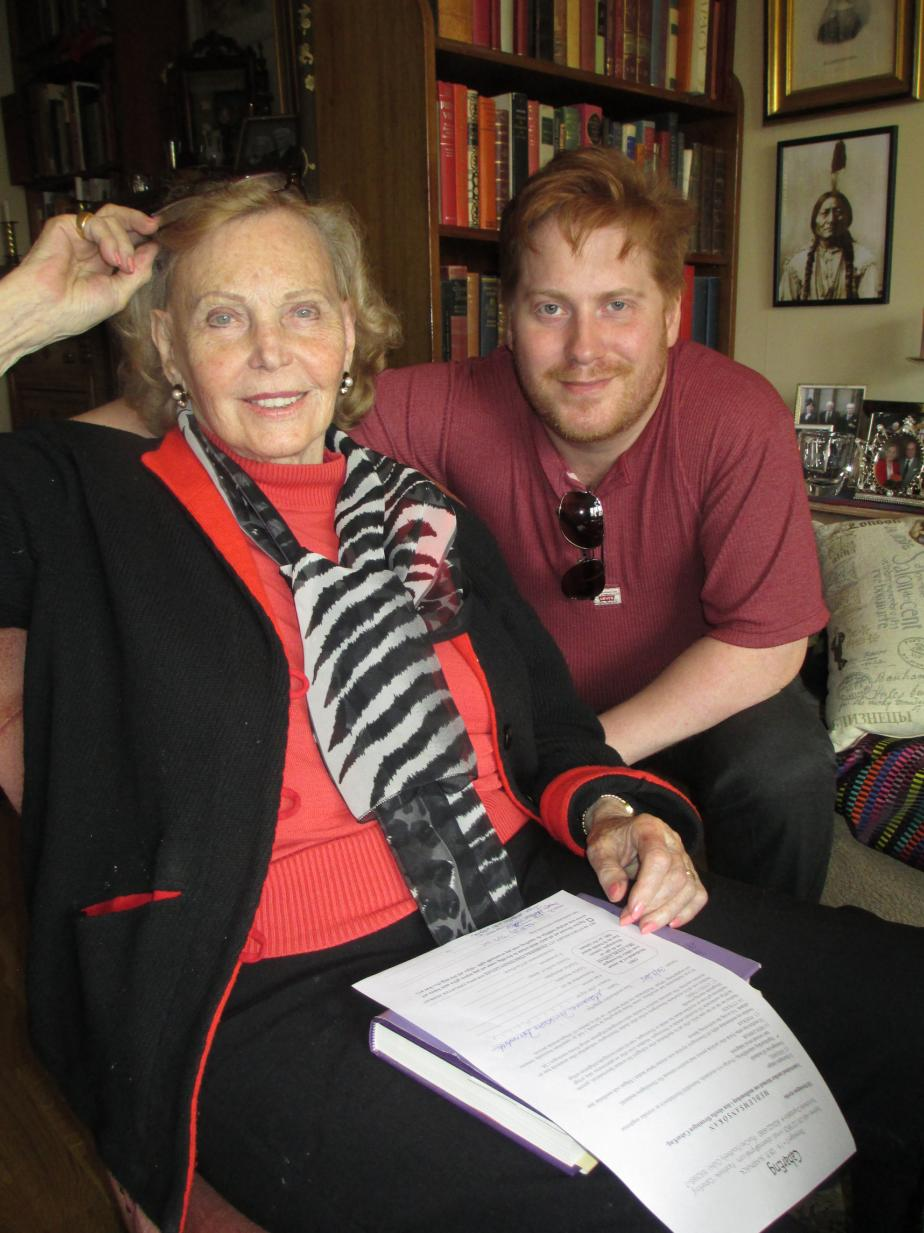
Marianne con Emil Eikner alla firma di adesione al gruppo d'intrattenimento Swenglistic Underground, 2015

Intraprese la carriera di attrice al Teatro Reale Drammatico e lavorò con i registi Olof Molander, Alf Sjöberg, Ingmar Bergman, Mimi Pollak e Göran Gentele. Nel 1956 ebbe una parte nel film Kulla Gulla e recitò in due commedie televisive nel 1957 e nel 1959. 
Lasciato il teatro, si formò alla Nordiska Kompaniet, rilevandone anche un negozio di articoli da regalo. Lavorò come rappresentante svedese di Sotheby's e nel 1970 studiò cucina a Le Cordon Bleu di Parigi. Nel 1983 si laureò all'Università di Stoccolma in storia dell'arte, con un lavoro sull'artista del vetro Edvin Öhrström.

### Matrimoni
Nel 1947 sposò Gabriel "Toto" Tchang (1919-1980), figlio dell'ex ambasciatore cinese in Svezia Tchang Tsou Seng. Divorziarono nel 1957. 
Il 30 luglio 1961 sposò a Stoccolma il principe Sigvard, conosciuto alla fine degli anni '50 in occasione di una messa in scena di Sogno di una notte di mezza estate allo Skansenteatern, dove lui lavorò come scenografo e lei interpretò una fata.

### Filantropia
Dagli anni '60 fu attiva nell'ambito della salute e delle disabilità. Nel 1965 entrò nell'ente senza scopo di lucro Stadsbrudskåren (Corpo femminile urbano) di Stoccolma, volto a sostenere bambini e donne vulnerabili. Uno dei suoi primi impegni fu il lavoro di promozione e finanziamento per la sedia a rotelle elettrica della Permobil, progettata da Per Uddén.

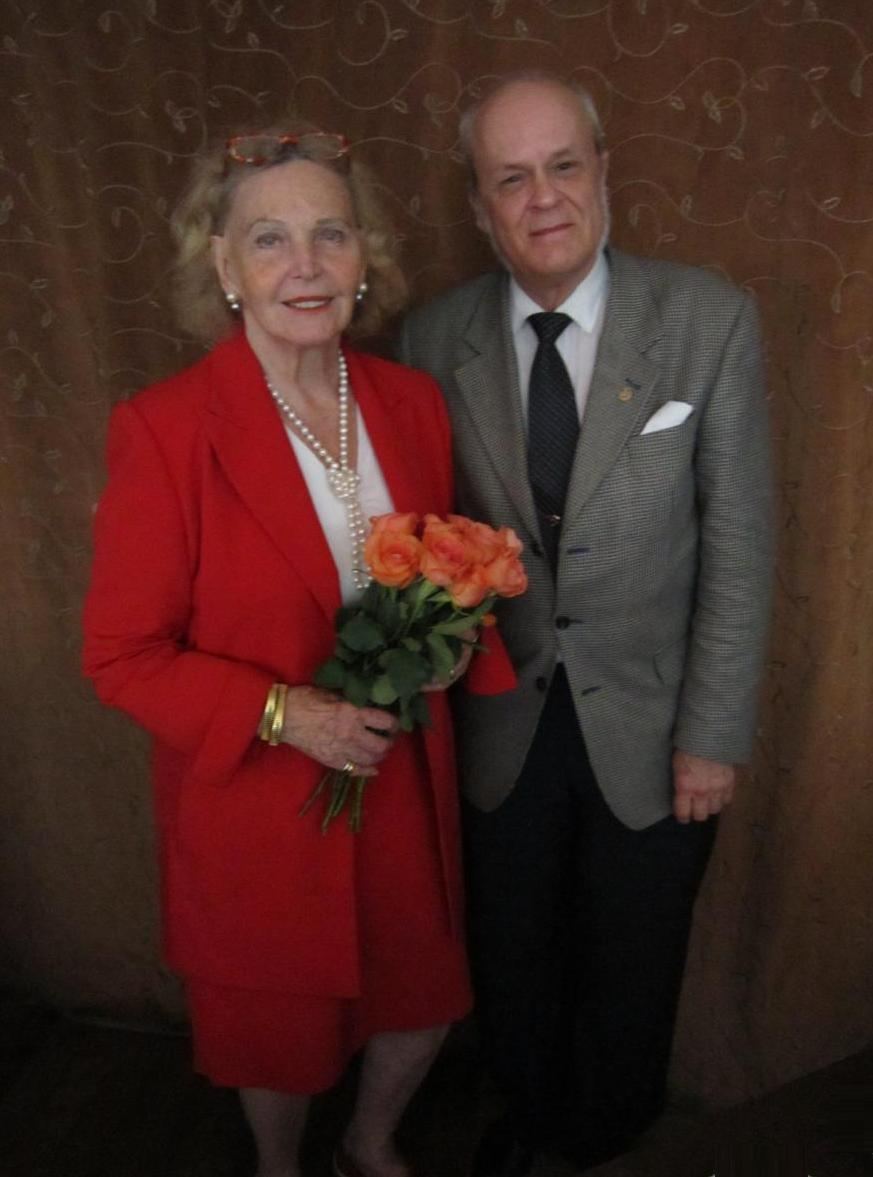
La principessa Marianne con il direttore dell'intrattenimento Lars Jacob allo Scandic Hotel Park, 2014

Negli anni '80 si unì a un gruppo di professori per realizzare un progetto che coordinasse la ricerca internazionale sulla dislessia. Nel 1982, in occasione del 75⁰ compleanno del marito, stabilì il Marianne & Sigvard Bernadotte Arts Fund per l'assegnazione, il 7 giugno di ogni anno, di borse di studio a studenti di arte, design, musica e teatro. Nel 1988 l'oftalmologo Gunnar Lennerstrand manifestò il desiderio di inaugurare a Stoccolma un centro per la cura degli occhi dei bambini. La principessa decise di contribuire al progetto raccogliendo fondi attraverso la vendita all'asta di diverse opere d'arte, che nel 1990 portò a un totale di 1 milione di corone svedesi.
Poco tempo prima istituì con il marito la Sigvard & Marianne Bernadotte Research Foundation for Children's Eye Care per sovvenzionare i ricercatori occupati nella risoluzione dei problemi alla vista dei bambini prematuri. Fondò l'International Research Foundation for Children's Eye Care Inc. e il Marianne Bernadotte Scolarship Fund for Prominent Dyslexia Research and Education. Un'altra organizzazione legata alla sua figura fu, dal 1997, la Friendship Association of the Prince Sigvard Bernadotte and Princess Marianne Bernadotte Couple, formata da più di 300 membri.

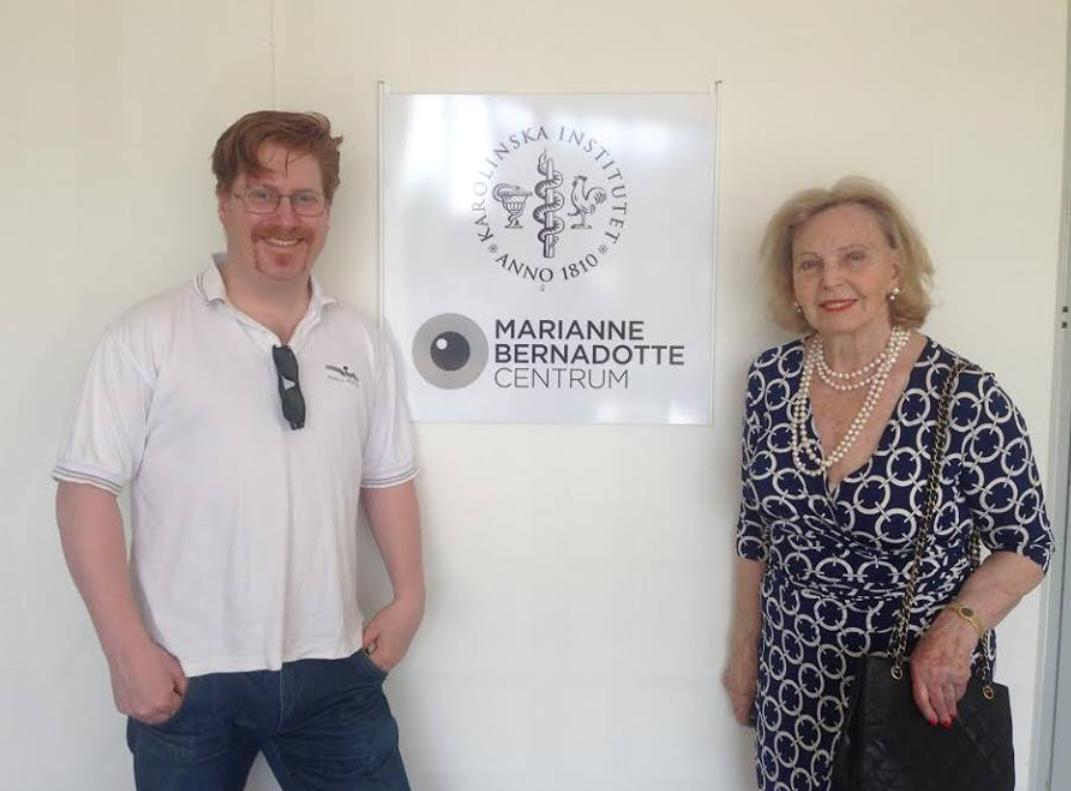
Emil Eikner e la principessa al Marianne Bernadotte Centrum dell'Istituto Karolinska, 2016

L'Istituto Karolinska, ospitante dal 2013 il Marianne Bernadotte Centrum, le conferì un dottorato onorario in medicina nel 1998. Nel 2002 rimase vedova assumendo da allora la conduzione degli prima gestiti al fianco del marito. L'11 novembre 2005 ricevette il Sigillo d'Ateneo dell'Università di Bologna dal rettore Pier Ugo Calzolari, per i suoi contributi alla ricerca sulla dislessia.

### Immagine pubblica
Nel 1962 conobbe Pierre Balmain a Parigi, di cui in seguito indossò i capi anche per fini pubblicitari.

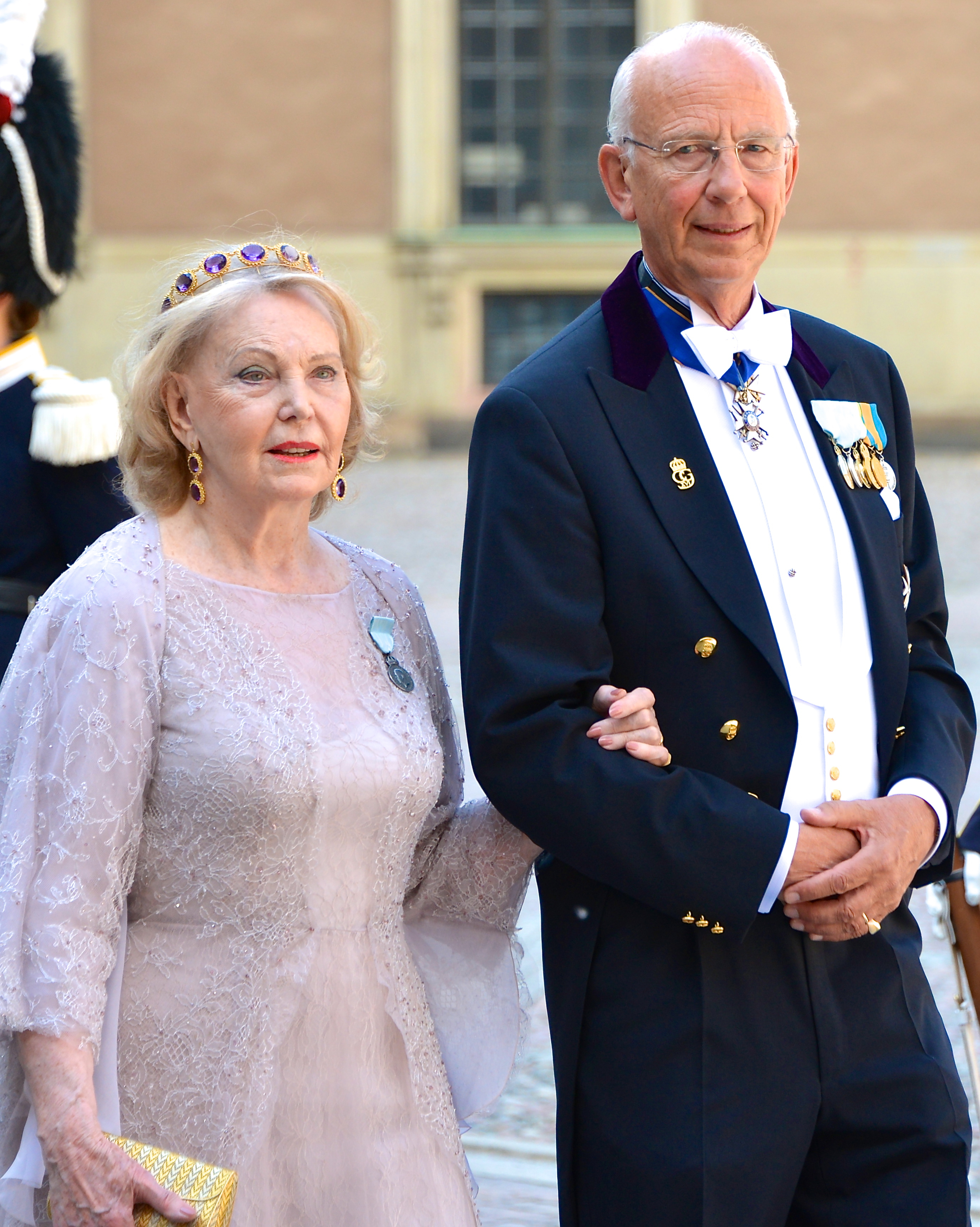
Marianne e Gustaf von Hofsten, 2013

Nel 1985 la Chambre Syndicale de la Haute Couture di Parigi la incluse nell'elenco delle 10 donne meglio vestite del mondo, affiancandola ad altre famose personalità quali Gina Lollobrigida e Ira von Fürstenberg. L'anno seguente scrisse il libro di memorie Scorci e scene.
Il 17 marzo 2017 la principessa ereditaria Vittoria inaugurò la mostra "Chanel, Balmain, Dior — Marianne Bernadotte: un'icona di stile" presso il Millesgården di Stoccolma, dove vennero esposti i capi indossati da Marianne specie negli anni '70 e '80.

## Patrocini
- Presidentessa onoraria della Swedish Dyslexia Foundation;[9]
- Presidentessa onoraria della International Rodin Remediation Academy.[9]

## Opere
- (SV) Glimtar och scener, Stoccolma, Norstedts, 1986, ISBN 91-1-863442-7.

## Discendenza
Marianne Bernadotte e il primo marito Gabriel Tchang ebbero due figli e una figlia:
- Robert Gabriel (1948-2012);
- Richard Antoine (1950-1952), divenne cieco poco prima del decesso, avvenuto per complicazioni vaccinali;
- Marie Gabrielle "Marielle" (1953).

## Titoli e trattamento
- 30 luglio 1961 - 16 maggio 2025: Principessa Marianne Bernadotte, contessa di Wisborg[5]

## Onorificenze

### Onorificenze accademiche
- Sigillo d'Ateneo dell'Università di Bologna (2005).[9]

### Altri riconoscimenti
- Albert Schweitzer Humanitarian Award.[2]